# América de Cali
América de Cali (eller bare América) er en colombiansk fodboldklub fra landets tredjestørste by Cali. Klubben spiller i landets bedste liga, Categoría Primera A, og har hjemmebane på stadionet Estadio Olímpico Pascual Guerrero. Klubben blev grundlagt den 13. februar 1927, og har siden da vundet 14 mesterskaber 
Américas største rivaler er en anden Cali-klub, Deportivo Cali.

## Titler
- Categoría Primera A (15): 1979, 1982, 1983, 1984, 1985, 1986, 1990, 1992, 1997, 2000, 2001, 2002 (Apertura), 2008 (Finalizacion), 2019 (Finalizacion), 2020

- Categoría Primera B (1): 2016

## Kendte spillere
| - Carlos Alvarado Villalobos (1950) - Quarentinha (1965) - Jorge Ramón Cáceres (1973), (1976–81) - Hugo Tocalli (1976–77) - Oscar Más (1977–78) - Aurelio Pascuttini (1977–82) - Juan Manuel Battaglia (1979–89) - Gerardo Aquino (1979–86) - Ladislao Mazurkiewicz (1980) - Roque Raul Alfaro (1981–83) - Julio César Falcioni (1981–89) - Willington Ortiz (1982–88) - Álex Escobar (1983–96) - Antony de Ávila (1983–87), (1988–95), (2009) - César Cueto (1984–85) - Guillermo La Rosa (1984–85) - Roberto Cabañas (1984–87) - Ricardo Gareca (1985–88) - Wilson Pérez (1985–95), (1999) - Carlos Ischia (1986) - Albeiro Usuriaga (1986), (1990–93) - Julio César Uribe (1987), (1989) - Sergio Santin (1987–89) - Miguel Guerrero (1988–90), (1991–92) - Jorge Raul Balbis (1990–91) - Bernardo Redín (1990–91) - Alexis Mendoza (1990–92) - Leonel Álvarez (1990–92), (1995) - Freddy Rincón (1990–93) - Wilmer Cabrera (1990–97) - Eduardo Niño (1990–92), (1993–98) - Jorge da Silva (1991–94) - John Harold Lozano (1991–94) - Jorge Bermúdez (1991–96), (2005) - Nestor Fabbri (1993) - Ángel David Comizzo (1993) - Óscar Córdoba (1993–97) - Jersson González (1993-02), (2003–05), (2008–09), (2011) |  | - Rubén Darío Hernández (1994) - Jairo Castillo (1994), (1996–00), (2002–03), (2005), (2011) - Marco Etcheverry (1995) - Giovanny Hernández (1995–96) - Eber Moas (1995–96) - Frankie Oviedo (1995–2000) - Jesús Sinisterra (1996) - Diego Gómez (1992–1994), (1996–1999), (2005–06), (2007) - Adolfo Valencia (1997) - Rolando Fonseca (1997) - Fabián Vargas (1998-03) - Róbinson Zapata (1998-00), (2003–04) - Jhon Viáfara (2000–01) - Luis Barbat (2000–02) - Sergio Herrera (2000–02), (2004) - David Ferreira (2000–05) - Manuel Neira (2001–02) - Julián Viáfara (2001–06), (2011–12) - Andrés González (2003–07) - Edwin Valencia (2004–06) - Pablo Armero (2004–08) - Adrián Ramos (2004–09) - Fabián Estay (2005) - Leonel Gancedo (2006) - Pablo Galdames (2006) - Carlos Valdés (2006–09) - Rafael Dudamel (2007–08) - Luis Tejada (2007–08) - Iván Vélez (2007–09) - Jhon Valencia (2007–09) - Adrián Berbia (2008) - Alejandro Limia (2008) - Duván Zapata (2008–11) - Diego Chará (2009) - Alexis Viera (2009–10), (2013–) - Ronaille Calheira (2011) |